# Киригами
Киригами (яп. 切り紙, от кири — резать, ками — бумага) — искусство изготовления фигурок и открыток из бумаги с помощью ножниц. Основоположником киригами считается японский архитектор Масахиро Тятани (Masahiro Chatani), а датой рождения киригами считается 1980 год.

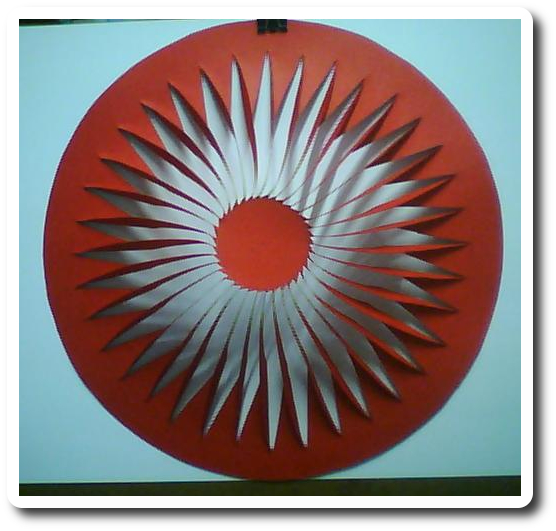
Пример киригами

Модель собора, выполненная в технике киригами

Для изготовления используют листы бумаги или тонкого картона, которые надрезают и складывают. Наглядно, эти модели сравнимы с замысловатыми трёхмерными открытками. В отличие от традиционных трёхмерных открыток, эти бумажные модели обычно надрезают и складывают из одного листа бумаги. Чаще всего разрабатывают бумажные копии зданий, геометрические узоры и различные повседневные объекты.
Техника киригами является родственной оригами. Однако есть отличие, которое заключается в том, что в киригами используется разрезание и склеивание бумаги.